# Ryūsuke Hamaguchi
Ryūsuke Hamaguchi (jap. 濱口 竜介 Hamaguchi Ryūsuke; ur. 16 grudnia 1978 w Kawasaki) – japoński reżyser i scenarzysta filmowy. 
Absolwent Uniwersytetu Tokijskiego. Jego film Happy hour (2015) zdobył wyróżnienie specjalne za najlepszy scenariusz na MFF w Locarno. Asako. Dzień i noc (2018) startował w konkursie głównym na 71. MFF w Cannes. 
Kluczowym rokiem w jego karierze okazał się 2021, kiedy premierę miały dwa filmy: W pętli ryzyka i fantazji oraz Drive My Car. Pierwszy z nich przyniósł Hamaguchiemu Srebrnego Niedźwiedzia - Grand Prix Jury na 71. MFF w Berlinie, a drugi - nagrodę za najlepszy scenariusz na 74. MFF w Cannes i cztery nominacje do Oscara, w tym za najlepszy film roku, reżyserię i scenariusz.
Zasiadał w jury konkursu głównego na 72. MFF w Berlinie (2022).